# 卡斯卡
卡斯卡是巴西南大河州的一个市镇。总面积271.74平方公里，总人口8381人，人口密度30.8人/平方公里。